# Nho Hron
Hron là một giống nho Slovak màu đỏ dùng để chế tạo rượu Tây Nam Pháp cùng với nho Abouriou và Castets. Giống được tạo ra vào năm 1976 tại Trạm nghiên cứu và nhân giống VSSVVM cho ngành chế tạo rượu và Nghề trồng nho ở Modra. Nho được đặt tên theo dòng sông Hron, một nhánh của sông Danube là con sông dài thứ hai ở Slovakia. Cùng với Nitranka, Rimava và Váh, được tạo ra bằng cách sử dụng cùng một giống bố mẹ, Hron đã được ủy quyền chính thức cho công tác sản xuất rượu vang thương mại vào năm 2011.

## Nghề trồng nho

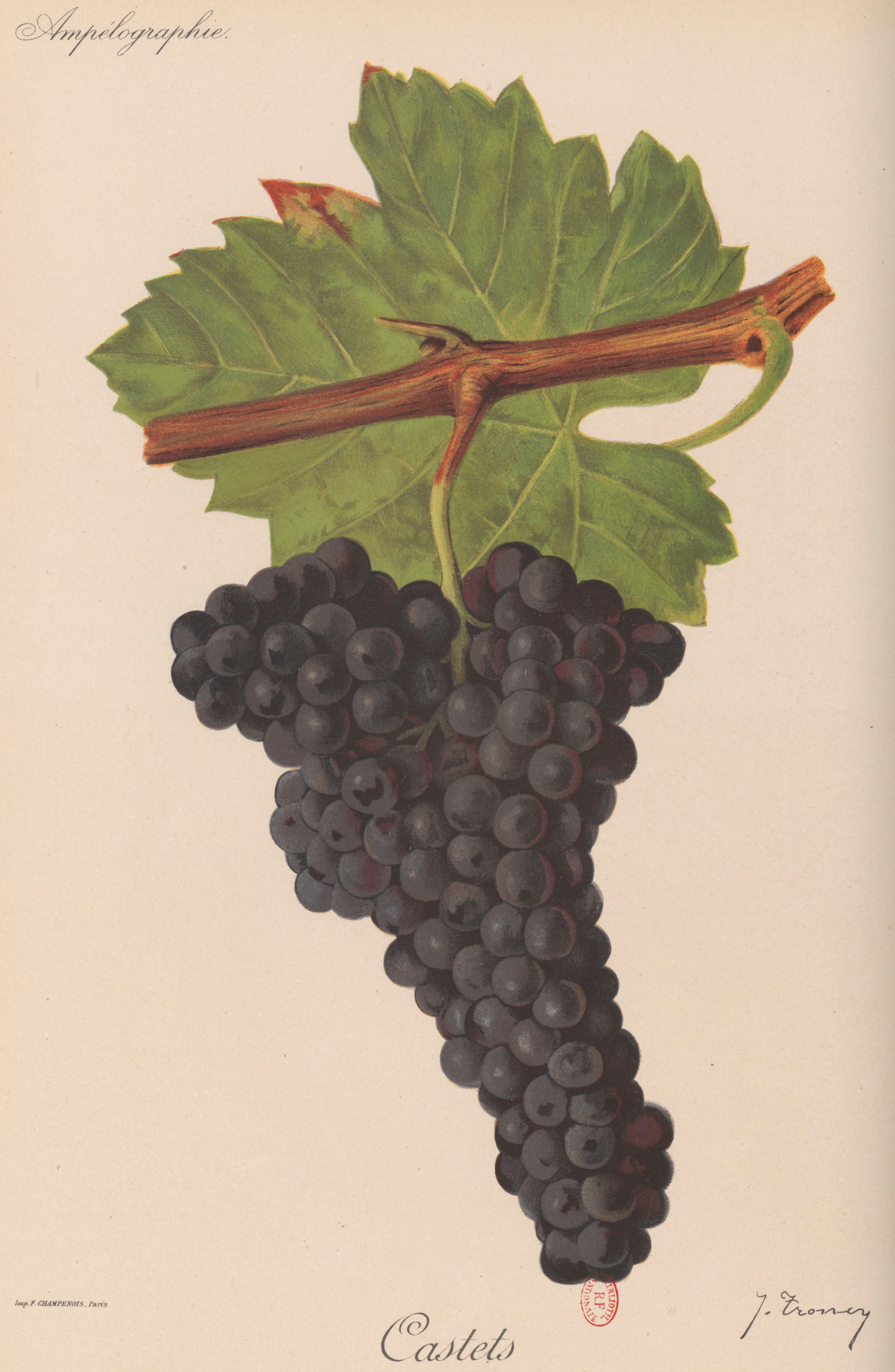
Castets, một trong những giống bố mẹ của Hron.

Hron là một giống nho vừa chớm nở, chín vào những phần giữa cuối mùa thu hoạch. Giống cần được trồng trong đất trồng nho sâu, ấm vì nó rất dễ bị sương giá mùa đông và đất mát hơn có thể trì hoãn quá trình chín của nó. Nó có một số khả năng chống lại các nguy cơ về sức khỏe của bệnh thối botrytis nhưng có thể dễ bị nhiễm nấm từ bệnh phấn trắng.

## Vùng rượu

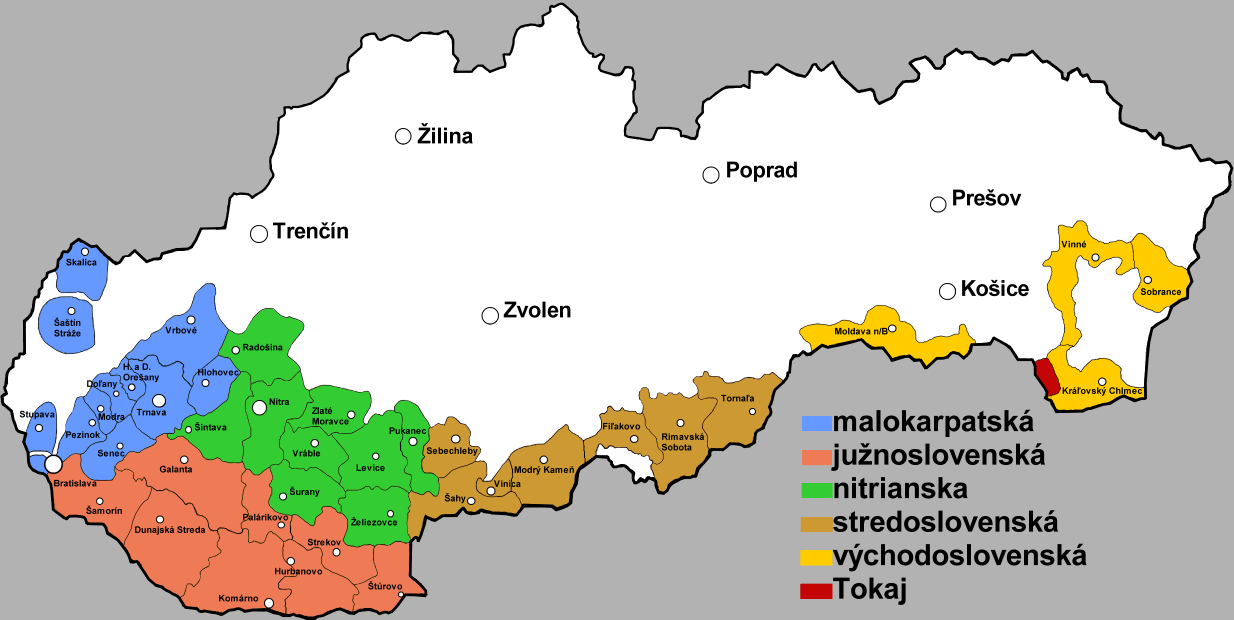
Hron hiện được tìm thấy ở vùng rượu Malokarpatská (màu xanh) và Južnoslovenská (màu hồng cá hồi) ở phía tây nam Slovakia.

Chỉ được ủy quyền chính thức cho sản xuất rượu vang từ năm 2011, Hron chưa được trồng rộng rãi ở Slovakia với 5 ha (12 mẫu Anh) trồng nho vào năm 2011. Nó hiện đang được tìm thấy trong Južnoslovenská và Malokarpatská vùng rượu vang của Tây Nam Slovakia.

## Kiểu dáng
Theo Master of Wine Jancis Robinson, các ví dụ về Hron từ các loại rượu có lợi có thể có một số điểm tương đồng với Cabernet Sauvignon, sản xuất các loại rượu vang có tiềm năng bảo quản lâu, có xu hướng đậm đà và có màu đậm.

## Từ đồng nghĩa
Từ đồng nghĩa duy nhất được biết đến với Hron được công nhận bởi Danh mục giống quốc tế Vitis (VIVC) là CAAB 3/22.